# NGC 5294
NGC 5294 é uma galáxia elíptica (E) localizada na direcção da constelação de Ursa Major. Possui uma declinação de +55° 17' 25" e uma ascensão recta de 13 horas, 45 minutos e 18,2 segundos.
A galáxia NGC 5294 foi descoberta em 14 de Abril de 1789 por William Herschel.